# Metanoato de octila
Metanoato ou formiato de octila é o composto químico orgânico, o éster do álcool octanol do ácido metanóico (ou ácido fórmico), com fórmula estrutural HCOO(CH2)7CH3, usado como um aroma na indústria de alimentos e perfumaria.